# Nella Rojas
Marianella Rojas, (Porlamar, 3 de novembro de 1989) conhecida como Nella, é uma cantora venezuelana. Ela ganhou um Grammy Latino de Melhor Artista Revelação em 2019.
Em março de 2020, ela assinou contrato com a Sony Music Latin para o lançamento do seu álbum seguinte, Doce margaritas de 2021.

## Discografia
- 2019: Voy (IMG/Javier Limón Records)
- 2021: Doce margaritas (Sony Music Latin)